# Sikirić
Sikirić är ett samhälle i Bosnien och Hercegovina.   Det ligger i entiteten Republika Srpska, i den östra delen av landet, 90 km öster om huvudstaden Sarajevo. Sikirić ligger 315 meter över havet och antalet invånare är 130.
Terrängen runt Sikirić är kuperad. Närmaste större samhälle är Bratunac, 9,0 km nordväst om Sikirić. 
I omgivningarna runt Sikirić växer i huvudsak lövfällande lövskog. Runt Sikirić är det ganska tätbefolkat, med 67 invånare per kvadratkilometer.